# Завоя (гмина)
Завоя (пол. Zawoja) — сельская гмина (волость) в Польше, входит как административная единица в Сухский повет, Малопольское воеводство. Население — 8815 человек (на 2004 год).

## Демография
| Перепись                       | Всего   | Всего | Женщины | Женщины | Мужчины | Мужчины |
| ------------------------------ | ------- | ----- | ------- | ------- | ------- | ------- |
| Единицы                        | человек | %     | человек | %       | человек | %       |
| Население                      | 8815    | 100   | 4356    | 49,4    | 4459    | 50,6    |
| Плотность населения (чел./км²) | 68,4    | 68,4  | 33,8    | 33,8    | 34,6    | 34,6    |

## Соседние гмины

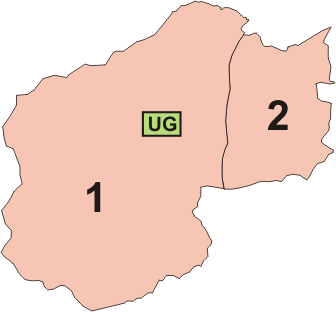
Гмина Завоя

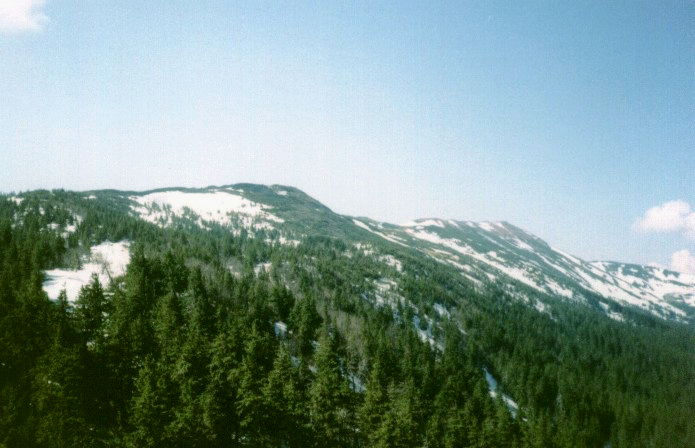
Гмина Завоя

1. Гмина Быстра-Сидзина
2. Гмина Кошарава
3. Гмина Липница-Велька
4. Гмина Макув-Подхаляньски
5. Гмина Стрышава